# Beaune-sur-Arzon
Beaune-sur-Arzon é uma comuna francesa na região administrativa de Auvérnia-Ródano-Alpes, no departamento de Alto Loire. Estende-se por uma área de 14,64 km². Em 2010 a comuna tinha 217 habitantes (densidade: 14,8 hab./km²).